# Église du Tiers-Ordre de Saint-François-de-la-Pénitence
L'Église du Tiers-Ordre-de-Saint-François-de-la-Pénitence (en portugais : Igreja da Ordem Terceira de São Francisco da Penitência) est une église coloniale située à côté du couvent de Saint Antoine, sur la colline du même nom au centre de la ville de Rio de Janeiro. En raison de sa décoration baroque exubérante, elle est considérée comme l'une des plus importantes de la ville et du pays.

## Histoire et description
Les laïcs de l'Ordem dos Terceiros de São Francisco se sont installés à Rio de Janeiro en 1619, occupant une chapelle à l'intérieur de l'église du couvent franciscain de Santo Antônio, située au sommet d'une colline (le Morro de Santo Antônio). Au milieu du XVIIe siècle, le couvent franciscain a fait don d'un terrain à côté de l'église du couvent afin qu'il puisse y construire son propre temple. L'église de São Francisco da Penitência a été construite, avec des interruptions, entre 1657 et 1733.

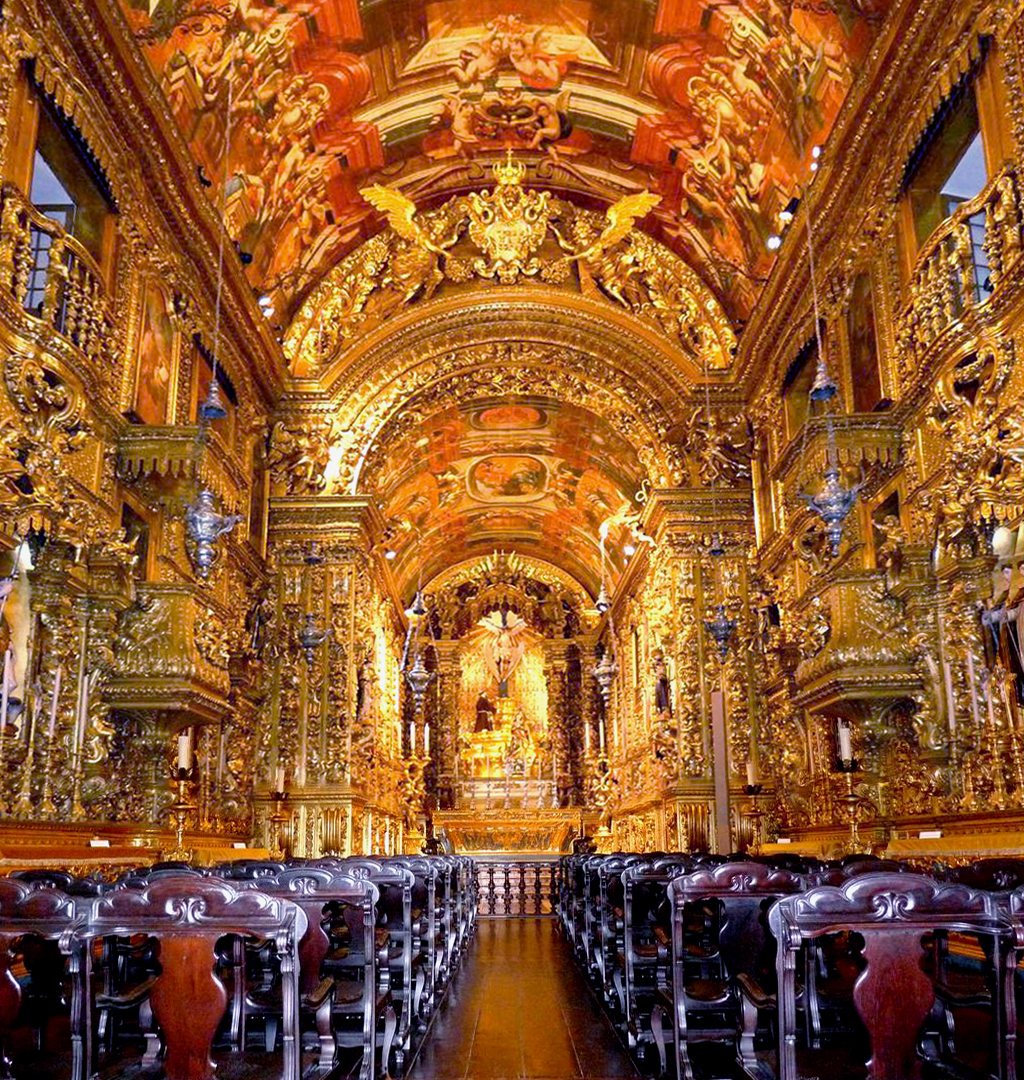
Nef, arc traversant et chœur de l'église de São Francisco da Penitência.

En plus de l'église, l'Ordre a construit au XVIIIe siècle un hôpital (Hospital de São Francisco da Penitência) sur la place en face de la colline (Largo da Carioca). Au début du XXe siècle, lors des rénovations promues par le maire Pereira Passos, l'hôpital a été transféré à Tijuca et le bâtiment a été démoli.

### Façade
La façade de l'église, d'aspect inhabituel pour un édifice religieux, est divisée en trois corps, chacun doté d'un portail, de deux grandes fenêtres et d'un toit indépendant. Les portails sont en pierre de lioz et ont été apportés du Portugal. Le corps central présente un portail plus élaboré, aux angles torsadés, typiquement baroque, et un médaillon aux armoiries de l'ordre. Le fronton du corps central est ondulé et possède un oculus.

### Intérieur

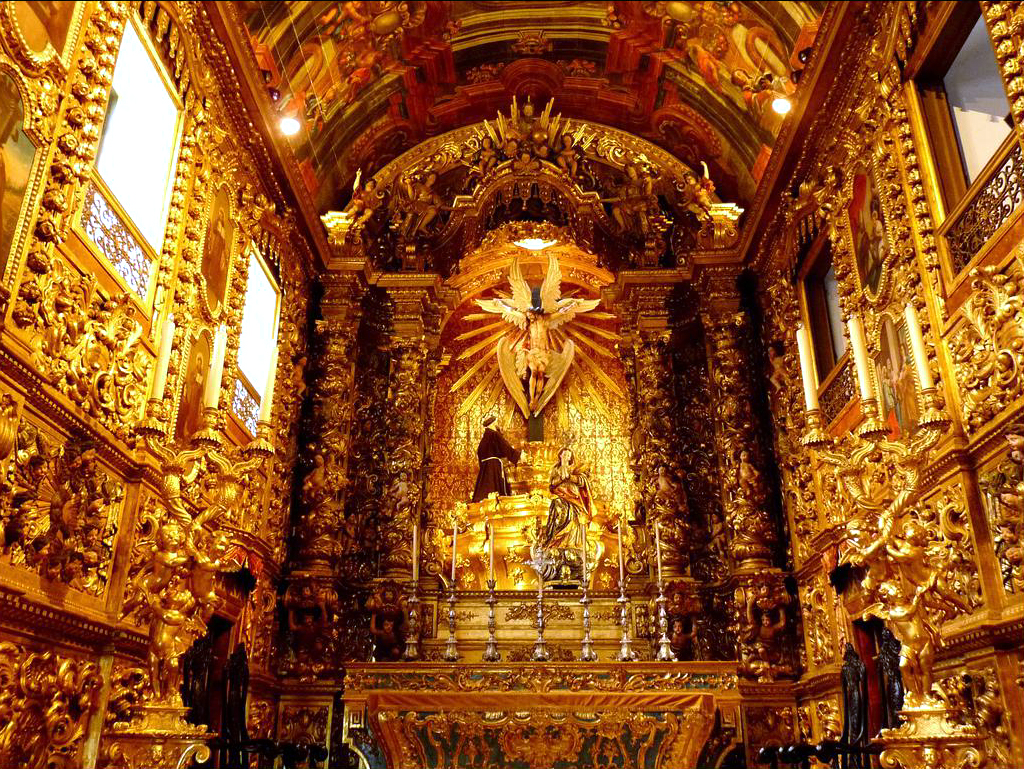
Maître-autel de l'église de São Francisco da Penitência.

L'intérieur de l'Igreja de São Francisco da Penitência est simple dans son plan (rectangulaire avec une nef) mais exceptionnel dans l'unité de style et la qualité des sculptures dorées des autels et des murs, qui couvrent toute la surface disponible, et la peinture du plafond en bois du plafond. Le travail de sculpture est l'œuvre des Portugais Manuel de Brito et Francisco Xavier de Brito, qui ont travaillé dans l'église entre 1726 et 1743. La sculpture est de style Joanin, typique de la période du roi João V. Plus tard, Francisco Xavier de Brito s'installe à Minas Gerais et décore de sculptures, également de style joanin, des parties de l'Igreja Matriz de Nossa Senhora do Pilar à Vila Rica (Ouro Preto), ce qui influencera grandement le style joanin dans la capitainerie de Minas Gerais.
Sur le côté gauche de l'église se trouve la Capela da Conceição, reliée à l'église du couvent voisin, et également décorée de sculptures dorées exubérantes.
La décoration de l'église est complétée par la belle peinture du plafond en bois, représentant la Glorification de saint François, exécutée par le peintre portugais Caetano da Costa Coelho entre 1736 et 1741 dans un style baroque illusionniste. Le même Caetano da Costa Coelho, après ce travail, dorera les sculptures du monastère de São Bento à Rio de Janeiro en 1742. La peinture au plafond de cette église est la première à simuler la perspective au Brésil, une technique qui sera plus tard largement utilisée à l'époque coloniale dans le Minas Gerais, le Pernambuco et Bahia. Caetano da Costa a également doré les sculptures de l'église et exécuté les panneaux latéraux du choeur.

## Musée
L'église de São Francisco da Penitência constitue la principale vitrine de l'art baroque total à Rio de Janeiro. Actuellement, l'église fonctionne comme un musée d'art sacré, méritant une visite avec le couvent voisin de Santo Antônio.